# Charles-Alexandre Fay
Charles-Alexandre Fay, född den 22 september 1827, död den 21 augusti 1903, var en fransk general.
Fay deltog som kapten i Krimkriget, blev 1870 överstelöjtnant, deltog i fransk-tyska kriget 1870–1871 och utnämndes 1879 till brigadgeneral, sous-chef för generalstaben samt extra ordinarie ledamot av conseil d'état. År 1890 blev Fay chef för 11:e armékåren (i Nantes) och tog 1892 avsked. Fay utvecklade en ganska stor författarverksamhet. Bland hans arbeten kan nämnas Souvenirs de la guerre de Crimée (1867), Étude sur la guerre d'Allemagne en 1866 (1867), Étude sur les operations militaires en Bohème en 1866 (1869), De la loi militaire (1870) och den mycket lästa Journal d'un officier de l'armée du Rhin (1871; 5:e upplagan 1890).